# Круглов, Юрий Анатольевич
Юрий Анатольевич Круглов (26 февраля 1940, Сретенск, Читинская область, РСФСР — 28 ноября 2015, Чита, Российская Федерация) — советский и российский художник и график, заслуженный художник Российской Федерации.

## Биография
Член Союза художников РСФСР с 1970 г. Окончил Иркутское художественное училище (1962). Персональные выставки проходили в 1968, 1990, 1998, 1999 — в Чите, в 1973 (Германия).
Основные темы творчества: проблемы войны и мира, человек и природа. Автор художественный серий: «Старая и новая деревня» (1970), «Гражданская война на дальнем Востоке» (1971), «Бунтари» (1968), «Пасторали» (1974—1975), «БАМ» (1980), «О декабристах» (1984), «Земля» (1976—1985), «Утро нашей Родины» (1990-е гг.) и другие.
Произведения хранятся в музеях Читы, Улан-Удэ, Иркутска, Омска, Москвы, Санкт-Петербурга, а также в музеях и частных коллекциях за рубежом (Китай, Монголия, Франция, Болгария, Германия, Япония и др.).

## Награды и звания
- Заслуженный художник России (1998)